# 中村公彦
中村公彦（なかむらきみひこ 1970年5月4日 - ）は日本の映画監督、脚本家、俳優。
監督時には本名、俳優時の芸名はサーモン鮭山（さけやま）を使うことが多い（一部例外あり）。

## 来歴
- 青森県生まれ。東北大学卒。1年間のサラリーマン生活を経て日本映画学校（現・日本映画大学）映像学科に入学。
- 1995年、映画学校在学中に若手浪曲師を題材にしたドキュメンタリー『うなってなんぼ』を監督。小田急ケーブルテレビでOAされる。
- 1998年、俳優活動を開始。
- 2003年から、映画・特集上映のサイト制作を多数手掛ける。
- 2008年、連続ドラマ『桜の木の下で…』全10話を脚本・監督。スカパー!パーフェクト・チョイスでOA。
- 2010年、オリジナル脚本『指先に咲いた花』が函館港イルミナシオン映画祭第14回シナリオ大賞で準グランプリを受賞。
- 2014年、長編デビュー作『恋のプロトタイプ』、短編『はじめての悪魔祓い』を監督。ともに劇場公開。
- 2015年、監督作『101回目のベッド・イン』が MOOSIC LAB 2015で審査員特別賞、女優賞（ベッド・イン）を受賞。
- 2017年、脚本作『2085年、恋愛消滅。』が第8回ラブストーリー映画祭で特別賞を受賞。
- 2018年、監督作『スモーキング・エイリアンズ』がゆうばり国際ファンタスティック映画祭2018 ゆうばりチョイス部門でワールドプレミア。
- 2020年、おっさん監督がおっさんを描くオムニバス『おっさんずぶるーす』を企画・プロデュース。クラウドファンディングで資金を集めて製作。湯布院映画祭でワールドプレミア後、2022年劇場公開。
- 2021年、各地のミニシアターを応援するオムニバス『THEATERS』に参加。広島国際映画祭でワールドプレミア後、2023年劇場公開。
- 2023年、監督作『たいせつなひと(仮)』が第1回つくみ福祉映画祭で優秀作品賞を受賞。

## 主な監督・脚本作品

### 映画（長編）
- 青春H 恋のプロトタイプ（2014年 監督・脚本） - 2014年8月劇場公開 [1]
- EIKEN BOOGIE 〜涙のリターンマッチ〜（2015年 監督・脚本） - 2015年7月劇場公開 [2]
- 101回目のベッド・イン（2015年 監督（サーモン鮭山名義）） - 2015年8月劇場公開、2016年2月モアベターバージョン劇場公開、MOOSIC LAB 2015 審査員特別賞・女優賞 [3]
- 2085年、恋愛消滅。（2016年 脚本、荒木憲司監督） - 2016年11月劇場公開、第8回ラブストーリー映画祭 特別賞
- スモーキング・エイリアンズ（2018年 監督・共同脚本） - 2018年12月劇場公開、ゆうばり国際ファンタスティック映画祭2018 ゆうばりチョイス部門で上映、2019年ドイツ・ハンブルク日本映画祭で上映 [4]
- 俺は前世に恋をする（2018年 脚本、荒木憲司監督） - 2019年3月劇場公開 [5]
- 私だってするんです note01 オカズ大辞典（2020年 脚本、小谷真倫原作・荒木憲司監督） - 2022年3月劇場公開
- 私だってするんです note02 最高のごちそう（2020年 脚本、小谷真倫原作・荒木憲司監督） - 2022年3月劇場公開
- たいせつなひと(仮)（2023年 監督・脚本） - 2023年10月劇場公開、第1回つくみ福祉映画祭 優秀作品賞、福岡インディペンデント映画祭2024で上映
- リブートメン -眠らぬ街のコンカフェ探偵-（2025年 監督・脚本） - 2025年11月劇場公開
- 恋の遠隔操作 製作中

### 映画（短編）
- うなってなんぼ（1995年 監督・構成・インタビュー） - 小田急ケーブルテレビでOA
- ゆっくりしてけよフェアリーテール（2010年 監督・脚本） - なかのインディーズムービーコレクションで上映
- もうひとりのルームメイト（2012年 監督・脚本） - 福岡インディペンデント映画祭2013 奨励賞、TOKYO月イチ映画祭で上映
- スルー・ロマンス（2013年 監督・脚本） - 福岡インディペンデント映画祭2013 奨励賞
- はじめての悪魔祓い（2014年 監督・脚本） - オムニバスアイドル7×7監督Vol.2「傷女子」の一篇 2014年8月劇場公開、2020年ドイツ・ハンブルク日本映画祭で上映
- レミューテック（2015年 監督） - オムニバスAKB ShortShorts「9つの窓」の一篇 2016年1月劇場公開、2017年ドイツ・ハンブルク日本映画祭で上映
- Dark Lake（2015年 監督） - オムニバスAKB ShortShorts「9つの窓」の一篇 2016年1月劇場公開、2017年ドイツ・ハンブルク日本映画祭で上映
- カリスマハウス（2020年 監督・脚本） - オムニバスおっさんずぶるーすの一篇 2022年8月劇場公開、2020年湯布院映画祭で上映 [6]
- 愛ラブ人格クリニック（2020年 監督・脚本） - TOKYO月イチ映画祭、FANTASTIC MOVIE WEEKで上映
- シネマコンプレックス（2021年 監督・脚本） - オムニバスTHEATERSの一篇、2023年7月劇場公開、函館港イルミナシオン映画祭観客賞、広島国際映画祭、ながおか映画祭で上映
- 酔者の贈り物（2022年 監督・脚本） - 中村公彦WORKS 2020-2023で上映

### テレビドラマ
- 桜の木の下で…（スカパー！パーフェクトチョイス）（全10話）（2008年 監督・脚本）

### テレビ番組
- 大人のジョーシキ大学 ワンセグ校（NHK ワンセグ2）（#3、#4、#5、#11、#12、#15、#18）（2009年 構成・演出）
- 光の偉人 陰の偉人 かくして電気の時代は始まった！ 〜エジソンとテスラ〜（NHK BS-hi）（2010年 企画・共同演出）
- 本番前@控室（BS11）（#5、#6、#8、#12）（2011年 演出）
- 女神ビジュアル（NHK BSプレミアム）（#13）（2012年 構成・演出）
- 日本夜景紀行（J:COM アクトオンTV）（#1〜#5）（2014年 構成・演出）
- ダークサイドミステリー みんな大好き！魔法のすべて 不思議な力はどこから？（NHK BS）（2024年 共同演出）

### WEBドラマ
- 恋シチュ 同級生編（アニメビーンズ）（全20話）（2019年 監督）
- 恋シチュ 幼馴染み編（アニメビーンズ）（全20話）（2019年 監督）

### DVD
- 手話ダンス! with HANDSIGN ヒップホップ編（マクザム）（2012年 監督・構成）
- 手話ダンス! with HANDSIGN ブレイクダンス編（マクザム）（2012年 監督・構成）

### MV
- ONE TRACK MIND Fisherman （2017年 監督）
- foolish fish 浜降サンバ （2018年 監督）
- KawausoRider あの蒼に誓って （2025年 監督）

### メイキング
- 裏×ゲーム（バツゲーム）（2010年 撮影・編集）
- メイキング・オブ・×ゲーム（2011年 撮影・編集）
- 先客あり（2015年 撮影） - オムニバス・AKB ShortShorts「9つの窓」の一篇
- candy（2015年 撮影） - オムニバス・AKB ShortShorts「9つの窓」の一篇
- 回想電車（2015年 撮影） - オムニバス・AKB ShortShorts「9つの窓」の一篇
- 漁船の光（2015年 撮影） - オムニバス・AKB ShortShorts「9つの窓」の一篇

### オリジナル脚本
- 少年ペット 2002年
- 指先に咲いた花 2010年 - 函館港イルミナシオン映画祭第14回シナリオ大賞 準グランプリ
- クレーマー・クライマー 2012年
- リトル・ヒーローズ 2017年

## 主な出演作品（サーモン鮭山名義含む）

### 映画・Vシネマ
- 犯人に願いを 1996年（細野辰興監督）
- 無残画 1999年（山内大輔監督）
- デッド・ア・ゴー!ゴー! 2000年（山内大輔監督）
- 鮮血の絆 2000年（山内大輔監督）
- 押入れ 2003年（城定秀夫監督）
- アンドロイドガールNAMI／RIMA 2003年（山内大輔監督）
- オールナイトロング イニシャルO 2003年（松村克弥監督）
- 妖怪大戦争 2005年（三池崇史監督） - 妖怪塗仏役
- 短距離TOBI-UO 2006年（竹洞哲也監督）
- 恋味うどん 2006年（竹洞哲也監督）
- zoku 2006年（窪田将治監督） - 主演
- 裸の女王　天使のハメ心地 2007年 （田中康文監督） -隆夫役※R18指定
- 再会迷宮 2007年（竹洞哲也監督）
- 変態の恋・蝶 -整形美容妻- 2007年（松岡邦彦監督）
- ヒロ子とヒロシ 2007年（加藤義一監督）
- 田園ジプシー 2007年（田中康文監督）
- こわい童謡 表の章／裏の章 2007年（福谷修監督）
- どれいちゃんとごしゅじんさまくん 2008年（城定秀夫監督）
- AVない奴ら 2008年（小林憲史監督）
- スリーカウント 2009年（窪田将治監督）
- モノクロームの少女 2009年（五藤利弘監督）
- うたかたの日々 2009年（加藤義一監督）
- RUNゾンビRUN 2010年（世志男監督）
- からっぽ人魚 2010年（竹洞哲也監督）
- 色恋沙汰貞子の冒険 2010年（山内大輔監督）
- 逃走中 殺人ハンター 2011年（遊山直奇監督）
- くノ一忍法帖 影ノ月 2011年（菱沼康介監督）
- 明日泣く 2011年（内藤誠監督）
- 花蓮 2011年（五藤利弘監督）
- つわものどもの夢のあと 2011年（松岡邦彦監督）
- 完全飼育 サイコ 2012年（坂本太監督）
- まいるすまいる 2013年（竹洞哲也監督）
- 暗黒映像2／3／4／5 2013年（石井良和・石井博士監督）
- 欲望に狂った愛獣たち 2014年（山内大輔監督）
- すとーかー 2015年（破れタイツ監督）
- 闇金の女王 2017年（江尻大監督）
- ガジュマルの鉢 2020年（山内大輔監督）[7]
- 人妻、ジャンプする！ 2021年（山内大輔監督）
- ホームジャック ロックダウン 2021年（越坂康史監督）

### ゲーム
- トワイライトシンドローム 禁じられた都市伝説 2008年（ニンテンドーDS用ソフト）

### 舞台
- くさった果実